# Харьков Леонід Вікторович
Леоні́д Ві́кторович Харько́в (7 квітня 1943 — 13 вересня 2020, Київ) — український науковець, хірург-стоматолог, член-кореспондент НАМН України (2003), доктор медичних наук (1988), професор (1991).

## Життєпис

Могила Леоніда Харькова, Звіринецьке кладовище

Народився 7 квітня 1943 року.
1988 року захистив вчене звання доктора медичних наук.
В 1991 році вдостоєний наукового звання професора.
Від 1993-го — керівник Українського центру по лікуванню дітей з вродженими та набутими захворюваннями щелепно-лицевої ділянки.
З 1994 року — завідувач кафедри хірургічної стоматології та щелепно-лицевої хірургії дитячого віку Національного медичного університету ім. О. О. Богомольця; відтоді ж — консультант дитячої лікарні «Охматдит».
З 2003 року — член-кореспондент НАМН України.
Помер на 78-му році життя 13 вересня 2020 року. Похований на Звіринецькому кладовищі разом з родиною.

## Наукова діяльність
Є засновником в Україні нового напряму у щелепно-лицевій хірургії дитячого віку — раннього хірургічного та комплексного лікування вроджених і набутих вад обличчя.
Напрями наукової діяльності: розроблення принципово нових базових методів хейлорино- та ураностафілопластики в дітей раннього віку.
Запровадив в клінічну практику біля 45 методів хірургічного лікування незрощень верхньої губи та піднебіння (на всіх етапах лікування); нові способи лікування вроджених гемангіом обличчя та щелеп.
Серед робіт:
- «Хірургічне лікування вроджених незрощень піднебіння» (1992)
- «Клейові з'єднання в щелепно-лицьовій хірургії» (1993)
- «Evolution of methods of uranosthaphyloplasty exemplified by the analysis of the 1118 primary operations for congenital palatal defects»(1999)
- «Еволюція методик ураностафілопластик в клініці Українського Національного медичного університету (аналіз 1417 первинних операцій з питання вроджених дефектів піднебіння)» (2002)
- «Довідник хірурга-стоматолога» (2002, 2003, 2007)
- «Хірургічна стоматологія дитячого віку» (2003)
- «Хірургічна стоматологі та щелепно-лицьова хірургія дитячого віку» (2005)
- «Досвід проведення одномоментної хейлориноуранопластики та хейлориновелопластики у дітей з вродженим незрощенням верхньої губи та піднебіння» (2004)
- «Вторинні деформації верхньої губи та носа після двосторонніх хейлоринопластик. Терміни операцій та нові методики» (2006)
- «Хірургічне та комплексне лікування вроджених деформацій ЩЛД у дітей. Реальні досягнення та невирішені проблеми» (2006)
- «Способи хірургічного лікування вроджених незрощень верхньої губи та піднебіння (аналіз існуючих методик та власних інновацій)» (2006)
- «Діагностика та лікування секвенції Робіна» (2008)
- «Teljes ajak — szajpadhasadek korai idoszakban torteno egyideju korrekcioja» (2010).

Серед патентів: «Спосіб хірургічного лікування вроджених незрощень твердого та м'якого піднебіння», 2015, співавтори Єгоров Ростислав Ігорович, Яковенко Людмила Миколаївна.